# Adolf Franke (Offizier)

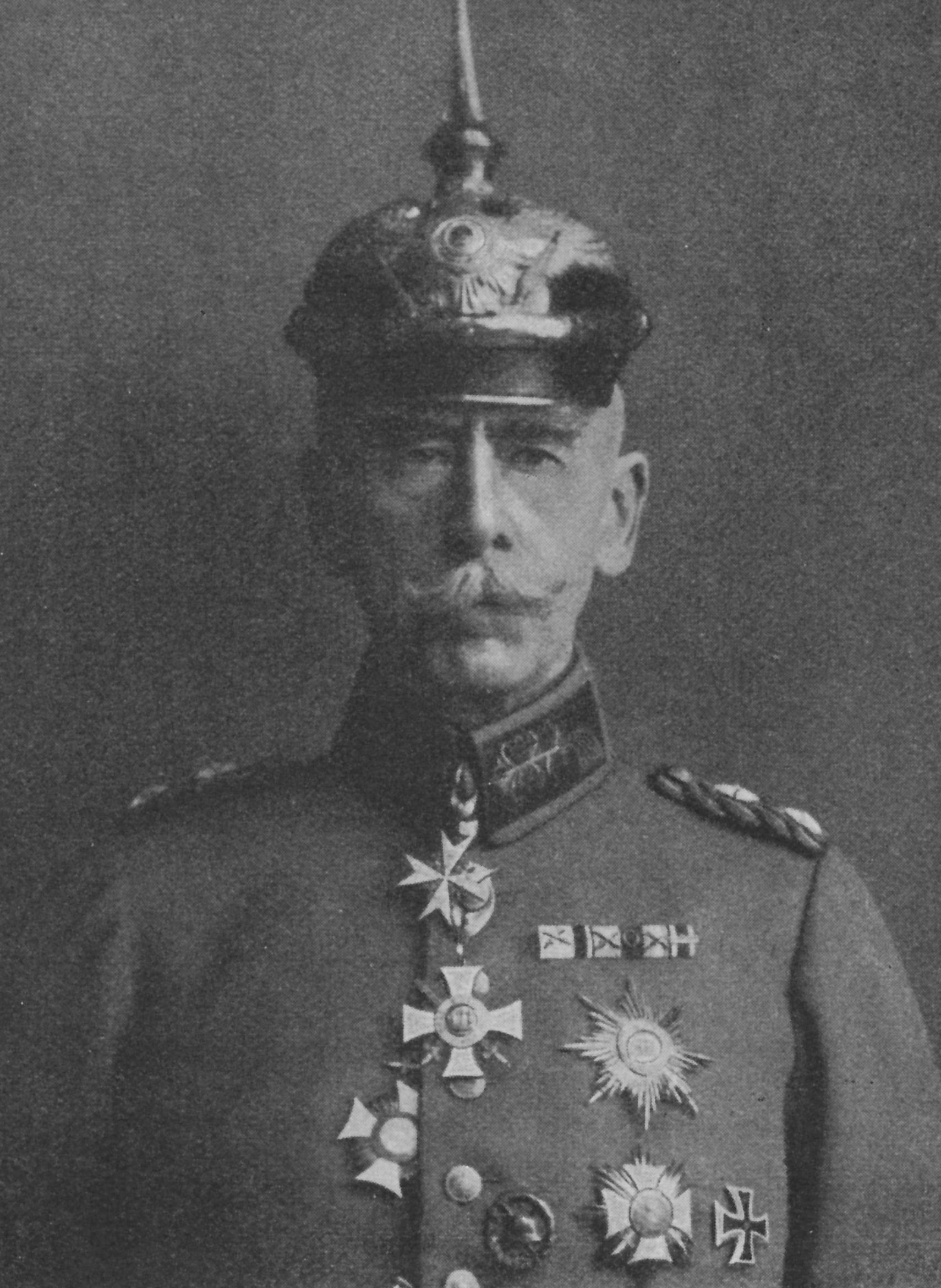
Adolf Franke (nach 1918)

Adolf Franke (* 10. November 1852 in Osnabrück; † 21. November 1937 in Eisenach) war ein preußischer General der Artillerie im Ersten Weltkrieg.

## Leben
Franke trat, nachdem er sein Abitur abgelegt hatte, am 25. August 1870 als Freiwilliger und Fahnenjunker in das 8. Westphälische Infanterie-Regiment Nr. 57 in Wesel ein und nahm am Deutsch-Französischen Krieg teil. Mit der Versetzung zur 5. Feldartillerie-Brigade am 21. Juni 1871 wechselte er die Truppengattung und wurde dort am 18. Oktober 1871 zum Fähnrich ernannt. Franke kam dann am 26. Oktober 1872 in das Niederschlesischen Feldartillerie-Regiment Nr. 5 nach Sprottau und wurde am 12. Dezember des Jahres zum Sekondeleutnant befördert. Während seiner Kommandierung an die Vereinigte Artillerie- und Ingenieurschule vom 1. Oktober 1873 bis 30. September 1875 erfolgte seine zwischenzeitliche Versetzung am 7. Mai 1874 in das 1. Posensche Feldartillerie-Regiment Nr. 20. Dort fungierte er ab 1880 als Adjutant der II. Abteilung und wurde als solcher am 11. Juni 1881 zum Premierleutnant befördert. Es folgten Kommandierungen zur Kriegsakademie vom 1. Oktober 1882 bis Juli 1885 sowie ab 22. Mai 1887 in den Großen Generalstab. Als Hauptmann (seit 23. März 1888) ernannte man Franke am 16. Februar 1892 zum Batteriechef im Feldartillerie-Regiment „von Scharnhorst“ (1. Hannoversches) Nr. 10, versetzte ihn ein Jahr später zunächst in den Großen Generalstab, erhielt hier die Beförderung zum Major und kam dann am 25. Juni 1893 in den Stab der 13. Division. In den kommenden Jahren folgten verschiedene Generalstabsverwendungen. Vom 15. Dezember 1894 beim Gouvernement Köln, dann ab 25. Juni 1896 beim Großen Generalstab und schließlich vom 15. Juni 1897 für ein Jahr als Erster Generalstabsoffizier des VIII. Armee-Korps. Anschließend fungierte Franke als Kommandeur der II. Abteilung des 1. Thüringischen Feldartillerie-Regiments Nr. 19 und wurde am 3. Juli 1899 Oberstleutnant. Am 1. Oktober 1899 versetzt man Franke nach Naumburg (Saale), wo er als Kommandeur das 2. Thüringische Feldartillerie-Regiment Nr. 55 bis 31. März 1902 tätig war. Zwischenzeitlich am 27. Januar 1902 zum Oberst befördert, fungierte Franke vom 1. April 1902 bis 17. Juni 1903 als Chef des Generalstabs des Gouvernements Thorn und anschließend als Chef des Generalstabs des V. Armee-Korps. Diesen Posten gab Franke am 15. März 1905 ab, wurde zum Kommandeur der 26. Feldartillerie-Brigade in Ludwigsburg ernannt und als solcher am 10. April 1906 zum Generalmajor befördert. Man beauftragte ihn am 6. März 1909 mit der Führung der 34. Division und ernannte ihn unter gleichzeitiger Beförderung zum Generalleutnant am 20. April 1909 zu deren Kommandeur. Altersbedingt folgte am 8. Februar 1912 seine Ablösung und Franke wurde mit diesem Tag zur Disposition gestellt.
Mit Ausbruch des Ersten Weltkriegs reaktivierte man Franke wieder und ernannte ihn am 5. August 1914 zum Höheren Landwehr-Kommandeur Nr. 2, dem fünf gemischte Landwehr-Brigaden unterstanden. Diese hatten den Auftrag die Nied-Stellung zwischen Metz und der Saar zu besetzen. Da sich die Franzosen bereits auf dem Rückzug befanden, beteiligte sich der Verband am linken Flügel der 5. Armee an der Schlacht bei Longwy. Anschließend wurde sein Verband zur 2. Landwehr-Division umgebildet und weiterhin an der Westfront eingesetzt. Am 6. März 1915 erfolgte seine Beförderung zum General der Artillerie. Im weiteren Kriegsverlauf nahm die Division an der Zweiten Flandernschlacht, der Schlacht um Verdun sowie der Abwehrschlacht während der Meuse-Argonne-Offensive teil. Nach dem Waffenstillstand führte Franke die Division in die Heimat zurück und trat, nachdem seine Mobilmachungsbestimmung aufgehoben wurde, am 18. Dezember 1918 in den Ruhestand.

## Auszeichnungen
- Roter Adlerorden II. Klasse mit Eichenlaub[1]
- Kronenorden II. Klasse mit Stern[1]
- Preußisches Dienstauszeichnungskreuz[1]
- Ritterkreuz I. Klasse des Ordens Albrechts des Bären[1]
- Ritterkreuz I. Klasse des Ordens vom Zähringer Löwen[1]
- Komtur II. Klasse des Albrechts-Ordens[1]
- Komtur mit Stern des Ordens der Württembergischen Krone[1]
- Orden vom Doppelten Drachen III. Grad, I. Klasse[1]
- Eisernes Kreuz (1914) II. und I. Klasse
- Verwundetenabzeichen (1918) in Schwarz
- Ritterkreuz des Württembergischen Militärverdienstordens am 22. August 1916[2]
- Großkreuz des Friedrichs-Ordens am 11. Oktober 1918 mit Schwertern
- Pour le Mérite am 18. Oktober 1918